# سلسلة جبال سيد
سلسلة جبال سَيِّد هي مجموعة جبال في مقاطعة لقنت في إسبانيا.